# Луиза Диана Орлеанская
Луиза Диана Орлеанская (фр. Louise Diane d’Orléans, 27 июня 1716, Париж — 26 сентября 1736, Исси-ле-Мулино) — французская принцесса из Орлеанского дома Бурбонов, шестая дочь и младший ребёнок Филиппа II, герцога Орлеанского, и Франсуазы-Марии де Бурбон. Принцесса Конти в браке с принцем Людовиком Франсуа де Бурбоном.

## Биография
До замужества она была известна как мадемуазель Шартрская. Она выросла со своей старшей сестрой Луизой Елизаветой, мадемуазель де Монпансье; они получили скудное образование в женском монастыре. Луиза выросла в эпоху, когда её отец был регент и фактическим правителем Франции.
Луиза Диана была очень чувствительным ребёнком и позже стала одной из самых красивых дочерей регента. Поскольку она была седьмой дочерью в семье, её рождение не вызвал особой радости родителей. После смерти её отца в 1723 году, её единственный брат унаследовал титул герцога Орлеанского.
В декабре 1731 года было решено, что она должна выйти замуж за своего дальнего родственника Луи Франсуа де Бурбона, принца Конти. Брак устроила её мать, вдовствующая герцогиня Орлеанская, и её двоюродная сестра (и будущая свекровь) Луиза Елизавета, вдовствующая принцесса Конти.
После крещения 19 января 1732 года кардиналом де Роган (тогдашним Великим раздатчиком милостыни Франции) через три дня, 22 января, она вышла замуж за принца Конти. Церемония бракосочетания состоялась в Версальском дворце. Луизе было тогда пятнадцать лет. На свадьбе её двоюродная сестра Елизавета Александрина де Бурбон несла шлейф невесты.
После свадьбы она стала известна при дворе как Её Светлость, принцесса Конти. В 1734 году Луиза Диана родила сына и наследника Луи Франсуа Жозефа, а в 1736 году — второго ребёнка, который умер при рождении.
Луиза Диана умерла при вторых родах 26 сентября 1736 года в Исси-ле-Мулино под Парижем. Она была похоронена в церкви Святого Андрея Аркского. Поскольку королева Мария Лещинская не смогла приехать на её похороны, она прислала вместо себя свою фрейлину Марию Анну де Бурбон, двоюродную сестру Луизы Дианы.
Её единственный выживший сын, Луи Франсуа Жозеф, был последним принцем Конти.

## Дети
- Луи Франсуа Жозеф де Бурбон-Конти (1 сентября 1734 — 13 марта 1814), граф де ла Марш и последний 6-й принц де Конти (1776—1814)
- мертворождённый сын (26 сентября 1736)